# Saint-Cosme-en-Vairais
Saint-Cosme-en-Vairais település Franciaországban, Sarthe megyében. Lakosainak száma 1884 fő (2022. január 1.). Saint-Cosme-en-Vairais Saint-Fulgent-des-Ormes, Saint-Pierre-des-Ormes, Igé, Pouvrai, Courcival, Moncé-en-Saosnois, Nauvay, Nogent-le-Bernard és Rouperroux-le-Coquet községekkel határos.

## Népesség
A település népessége az elmúlt években az alábbi módon változott:
| Lakosok száma | 1996 | 1997 | 2040 | 1970 | 1944 | 1917 | 1902 | 1888 | 1884 |
|               | 2013 | 2015 | 2016 | 2017 | 2018 | 2019 | 2020 | 2021 | 2022 |